# Bukowiec (powiat radomski)
Bukowiec – wieś w Polsce położona w województwie mazowieckim, w powiecie radomskim, w gminie Kowala.
Prywatna wieś szlachecka, położona była w drugiej połowie XVI wieku w powiecie radomskim województwa sandomierskiego. W latach 1975–1998 miejscowość należała administracyjnie do województwa radomskiego.
Wierni Kościoła rzymskokatolickiego należą do parafii Parafia św. Andrzeja Boboli w Bardzicach.